# Echinostylinos stylophora
Echinostylinos stylophora är en svampdjursart som först beskrevs av Claude Lévi 1983.  Echinostylinos stylophora ingår i släktet Echinostylinos och familjen Phellodermidae.
Artens utbredningsområde är havet kring Nya Kaledonien. Inga underarter finns listade i Catalogue of Life.